# رفعت ايلجاز
محمد رفعت ايلجاز هو شاعر تركى وكاتب قصص وروايات (ولد في 7 مايو 1911 في منطقة جدة بمدينة كاستامونو وتوفى في 7 يولية عام 1993 بإسطنبول)
وعرف بالروايات وخاصة صف المشاغبين، استمر في الكتابة وايضا خط الاشتراكية في حياتة الشخصية، واستمر في نشر المجلات في الفترة السياسية الأكثر اضطرابا في تركيا مثل العديد من الكتاب في نفس الفترة، وكان هذا سببا في دخوله السجن لفترة من الزمن، وقد تمكن من الكتابة في العديد من المجالات المختلفة من الروايات إلى كتب الأطفال ومن الشعر إلى القصص الفكاهية، وفي عام 2004 دخل في قائمة 100عمل رئيسى بروايه الليالى المظلمة، وقد خرج من منشورات تشينار الذي اسسه مع ابنه ايدين ايلجاز، وقد قدمت طباعة هذه الكتب من قِبل منشورات الثقافة بنك الأعمال التركى.

## الخطوط الرئيسية في حياتة
ولد رفعت ايلجاز في كاستامونو بمنطقة جدة عام 1911, له سبعة اخوة وهو الأخير ولم يكن تاريخ ميلاد ايلجاز معروفا قطعيا فوفقا لشهادة ميلادة فان تاريخ مولدة في 7 مايو 1911, وقد وافق تاريخ فبراير 1910 بقول ايلجاز وبقول والدته أيضا، وبعد المرحلة الاعدادية اكمل الثانوية واراد ان يدرس في الجامعة وبرغم مساعدة المعلمين له في هذا الموضوع الا انه دخل مكتب معلمين كاستامونو (مدرسة المعلمين) بسبب وفاة والده، وبعد ان تخرج منها عمل معلما للمرحلة الاعدادية في اكتشاكوجاوجرده، وفي عام 1932 ولدت ابنتة جونول وبعد ذلك تم تعيينة مديرا لمدرسة في جوموش اوقا، وفي عام 1933 أُخذ إلى الجيش، وفي عام 1936 دخل قسم الآداب جامعة محاربين انقرة، وتخرج منها عام 1938, وبعد ان تخرج عُين في ادابازار ولكن ايلجاز قد فُصل من هناك دون ان يعمل مدرسا لأنه قد اصيب بمرض السل واُلقى في مصحة ياكاجيك بإسطنبول، وبينما هو باسطنبول كان يعمل مدرسا للغة التركية للمرحلة الاعدادية في كاراجومروك وايضا كان يدرس الفلسفة في الجامعة وفيما بعد الحرب العالمية الثانية كان فعال جدا في الادب
فعلى سبيل المثال هناك شعور مكثف بخطة خلفية في حرب رواية «الليالى المظلمة», وفي عام 1943 نُفي إلى نيشانتاش لأنه تشاجر مع معلم في مدرسة كاراجومروك الإعدادية، وفي نفس العام الذي وجد فيه اخاة ذهب إلى توسيا عندما حدث زلزال هناك وبعد ذلك كتب في جريدة الانطباعات، وبالإضافة إلى ذلك كتب قصيدة تعكس هذه التجربة زلزال توسيا، واصبح معتادا على السجن والمحاكم بكتاب الصف الذي نشرة في شهر يناير عام 1944, وبعد فترة من الاختباء سُلم ايلجاز إلى أول قسم (دايرة) في 24 مايو عام 1944 وحكم علية بالسجن لمدة 6 أشهر، وعندما خرج من السجن فقد وظيفتة وفقد أيضا دراستة، وكلما كانت صحة ايلجاز تتدهور كان يذهب إلى مصحة هايبالى ادا، وقد عاد إلى التدريس لمدة قصيرة في عام 1946 ولكنه فقد هذه الفرصة أيضا في نهاية عام 1947, وكان قد فقد حقة أيضا في الدخول للمصحة.
وكان قد امضى حياتة كاتبا للشعر في المجلات والجرائد، وفي عام 1953 صودر كتاب دوام وفتح تحقيق مع الكاتب، وهرب من المنفى بتدخل عسكرى في 27 مايو 1960 وتم إرسال الخطة على الفور من قبل 27 مايو، وفى عام 1966 مُثلت رواية ايلجاز «صف المشاغبين» كمسرحية على مسرح اولفى اوراز وقد اُقيمت نفس المسرحية في مسرح إسطنبول في عام 1969, وفي نفس العام اٌقيمت أيضا مسرحية تشاتال ماتال في مسرح انقرة الفنى، وفي عام 1971 ولدت ابنتة دفنه، وفي نفس العام أخذ بطاقة الشرف الصحفى، بالإضافة انه هذا العام بدأ بنشر كتبه بنفسه ككاتب مؤسس لمنشورات «الصف» وقد وضع بسناريو عمر بوجاى «صف المشاغبين» تحت الرقابة والذي كان أول تجربة له، واستقال ارتام ايلماز من مهنة الاخراج انذاك، ولكن الكاتب لم يكن راضيا عن هذا الوضع لأن هذا السناريو الذي نجح في المرور من الرقابة وصفائة من النقد الاجتماعى قد تحول فقط إلى عمل ترفيهى وكوميدى.
«هم، ليس صف المشاغبين فيلما ترجم ويعرض باحترام من حيث المضمون ومن حيث انتهاء شروط العرض، انا انتقدت التعليم والذين يغشون ويحفظون وبدأو في اعطاء الطلاب كتاب السيناريو، فرفعت دعوه فورا...»
وبعد نجاح هذا الفيلم صنع 6 أفلام أخرى، وفي عام 1974 أصبح ايلجاز متقاعدا واستقر في جدة، وقد ضُيق على رفعت ايلجاز أو هُدد عندما استقر في جدة، وفى فترة 12 سبتمبر 1980 كان رفعت ايلجاز يتعرض لإنزعاجات وتهديدات دائمة فعلى سبيل المثال البناية التي تقابل منزل رفعت ايلجاز علقوا ورقه مكتوب بها ان لم يخرج رفعت ايلجاز من المنزل فسوف نقتحم المنزل.
وفى ليله 28 مايو 1981 بينما كان رفعت ايلجاز يكتب رواية «الليالى المظلمة» اعتُقل رهن التحقيق ومُشى الكاتب حتى المركز مكبل اليدين ومعصوب العينين ووُضع في سجن مذبحة«لحم السمك» بكاستامونو، اراد الطبيب ان يفحصه وعندما علم بمرضة اُدخل مصحة باللى داغ من قِبل الشرطة العسكرية ولم يجدوا سببا معينا لاعتقالة وبعد التحقيقات العامة افرجوا عنه وعاد إلى إسطنبول ليعيش مع ابنه ايدين ايلجاز.
واولا وقبل كل شئ استمر في كتابة القصص القصيرة والشعر، ونظم ايدينا مهرجانات وفاعليات، وفي فترة وزير الثقافة «فكرى ساغلر» تم اعطاء ايلجاز لوحة تذكارية من وزارة الثقافة آنذاك كنوع من رد الاعتبار من قِبل الدولة، وفي 2 يوليو في حادث سيفاس ماديماق قُتل اشخاص كثيرون وعلى رأسهم صديقة المقرب عاصم بازيرجى، ولقد حزن ايلجاز كثيرا لهذا الخبر وبعد هذه الحادثه بخمسه أيام توفى ايلجاز في منزلة في 7 يوليو 1993, ودُفن بجانب صديقة المقرب عاصم بازيرجى في قبر «جنزير».

## الأدب
بدأت حياة رفعت ايلجاز الأدبية في عام 1926, وبدأ بقصيدة «في قبر حبيبتى» ونشرها في جريدة نازيكتر بكاستامونو، وعندما كتب هذه القصيدة أصبح شاعرا في عمر الخامسة عشر وفي هذه الفترة كان يكتب توقيعة مع محمد رفعت حتى انه نجح في جزب انتباة فاروق نافذ بعد ان خرج من كاستامونو وكتب قصائد شخصية بأسلوب تلك الفترة، وقد نشر أعماله في مجلات مثل الكون والحدث وبعد ذلك لم يتبقى اى شخص لم يشترى كتبة.
ومن وجهه نظرة ان هذه القصائد كانت تعبيرا عن السنين التي قضاها مغلق العينين، وفي هذه الفترة عمل مع ناظم حكمت الذي صدق انة يجلب نفسا جديدا لفن الشعر، وكان لينشر الشعر الذي كان يرسلة من سجن بورصة باسم مستعار إبراهيم صبرى وكان ناظم يتحدث بأمل عن ايلجاز:
" هناك شعراء شباب اعجبونى جدا، ولا يمكن ان احتفظ في عقلى بكل الأسماء وحتى الآن لم اتخذ مكانا لتلك الأسماء ولكن اشعارهم اعجبتنى كثيرا وهكذا بقوا في عقلى وانا عددتهم بدون تفرقة"ترتيب" دينامو، سعاد تاشر، رفعت ايلجاز، عبد القدير، ارخان كمال، صافت ارجات..الخ
بالإضافة إلى ان ناظم اظهر ايلجاز مثالا لأورخان كمال لأجل ايجاد صوته في وقت اخر، وبينما كان رفعت ايلجاز يعمل معلما في وقت الحرب العالمية الثانية اتجه نحو الفكر الأشتراكى وانه واحدا من الشعب ويعانى أيضا من معاناة الناس وانه خُلق للتعبير عن رغبات واحتياجات الناس، ولهذا الغرض اصدر أول كتاب للشعر باسم صحبة في عام 1943 الذي يشرح حياة الأنسان وما حولها فعلى سبيل المثال فان هذه القصيدة تُمثل نقطة قوية جدا في ادابة.
"انا معتاد على الخسارة
معتاد على رحيلهم
تبقى الذراع الأيمن لسترة فارغة
تعلقت وبقيت بجانبك، انتظرنى "
هذه القصيدة توضح الكثير من جوانب الشاعر المجتمعية، واعطى بيانات عن فحص الواقع الأجتماعى ووضع العمال والهجرة من القرى إلى المدن وايضا وضع الفرد المحاصر داخل هذا الواقع الأجتماعى، واللغة التي استخدمها في قصيدتة والمواضيع التي شرحها بسيطة وبطريقة مناسبة،
وبدئ بالتحقيق مع ايلجاز وصودر كتابة الثانى الصف الذي كان يتعلق بالطلاب الذين يدرسون في قسم الشعر والذين يكتبون بوعى وما شابة،
استسلم الشاعر بعد الاختباء لفترة من الوقت بإجازة من المدرسة لأسباب صحية في هذه الفترة، وسجن لمدة 6 أشهر، وفي هذه الفترة التي عاشها هناك شرح بواسطة شخصية مصطفى اورال نوع من زاكرة رواية الليالى المظلمة.
عمل ايلجاز على نشر المجلات بشكل مكثف في عام 1940 و 50, واصلا في هذا الوقت لم تسمح له الظروف السياسية والاقتصادية بكتب أكبر حجما، وفي هذه الفترة دخل السجن مرة أخرى بسبب اهانة ملك إيران وحكومنه وخرج منه بقانون العفو عام 1950, وبعد ذلك كانو يحاولون الأستمرار في الكتابة في المجلات للخروج من هذا الفخ بمجموعة من المثقفين باسم الفدائيين, وقد قدر ناظم حكمت رفعت ايلجاز خاصة لأنه قد طور مفهوم الأدب الأشتراكى ووضع به خطوطا رئيسية، وكان يقود هذه الحركة كتاب مثل صباح الدين على، عزيز ناسين، عمر فاروق توبراك، حسن عز الدين دينامو
وفى هذه الفترة خاصة ماركو باشا صاحب مكانة مهمه جدا في تاريخ الأدب السياسى التركى ومصالحة مع عزيز ناسين وصباح الدين على، وقد أخذ اهتماما كبيرا في مدة قصيرة من خلال توفير مساحة لنشر كتب تنتقد وضع البلد عن طريق الفكاهة، وقد وصلت حين ذاك إلى مستوى جيد من المبيعات، وكلما كانت المجلة تغلق كان يعاد فتحها مرة أخرى بأسماء أخرى مثل باشا سبعة ثمانية و ماركوباشا الحر وهكذا حتى انشأت بأسماء مشابهة وهمية كثيرة، وكانت هذه الفترة فترة الأدب التركى في الصحافة وكانت الكوادر المماثلة تكتب باستمرار في مجلات مختلفة،
وفى عام 1956 بدأ في نشر سلسلة قصة في مجلة ممتلئ التي اصدرها الهان سلجوق، وبعد ذلك هذه الكتابات أصبحت رواية صف المشاغبين ونجحت هذه السلسلة جدا بالرسوم التي فعلها توهان سلجوق، وقد خلق هذا النقاش اثارة للأهتمام لمعرفة من كاتب هذه القصة لأن الكاتب الذي كتبها قد استخدم اسما مستعارا وهو ستيبنا وبعد فترة عندما اصدرت هذه الكتب باسمة الحقيقى لم يصدقة كثير من الناس، وبعد ذلك نشر ايلجاز أعمال أخرى غير صف المشاغبين.
وفى عام 1970 كتب رفعت ايلجاز العديد من الروايات، وفي هذه الأعوام كانت الروايات التركية مثمرة جدا وخاصة الكتب ذات المضمون السياسى، وقع ايلجاز بأعمال شاملة أيضا في الفترة السابقة بينما كان يكتب كتب بنوع يسمى روايات كتاب 12 مارس مثل سيفجى سويسال وعدالت انماوغلو، وقد اظهر الميل إلى الأدب المحلى في رواياتة وخاصة التي كتبها بقلمة في كاستامونو، ويمكننا القول بان هذه الأعمال التي لا تزال خط في الأدب الشعبى من اجل الكتب التي كتبها في سلسلة الأحداث التاريخية الشعبية في حياتة التي شرحها في هذه الكتب والمرأية أيضا
استمر في الفكر الأشتراكى على الرغم من بدايتة بالظهور في مودرنيستا للأدب كما رأينا في الكتاب الذين كتبوا بأسلوب جديد في هذه الفترة مثل عدالت اغا اوغلو، فوروزان، اوغوز اتاى.
وتطور المزاح في الساحة وبخاصة كتاب القصص القصيرة واحضر ماركوباشا القصص القصيرة إلى هذه الفترة، وتعتبر أول الفصص التي تم نشرها في عام 1957 هم دون كيشوت في إسطنبول ومفتاح الردار، وقد اعطى انتقادات لدور المرأة في المجتمع وتمدنها الذي في حزب المرأة الأجتماعى وهذة القصص الساخرة تكون مثالا على زم الأعوجاج والتغييرات الاجتماعية، ولهذا السبب لم يتم الترحيب كثيرا بتقديم فيلم ايلجاز كتاب صف المشاغبين وجلبت هذه التعديلات مفهوم الفكاهة البسيط بينما أيضا الجزء الهجائى ازعج المجتمع كثيرا.
وقد اعطى الكتاب وزنا ثقيلا لنوع ادب الطفل وبخاصة في الفترة الاخيرة من حياتة وكان يفضل العمل بالخبرة التي اخذها من سنوات عملة كمعلم وتوجية اعمالة إلى الأجيال الجديدة خاصة، وكان يريد الأستعداد للمهمة من اجل كتابة سلسلة جديدة من روايات الأطفال بتسليط الضوء على الذكريات الطويلة كالأحداث التاريخية السابقة (لأن هذا الكاتب قد شهد بنفسة الأحداث التاريخية التركية السابقة منذ عام 1910)
وهكذا يقول في قصيدتة:
كاتب صف المشاغبين المشهور
كل شئ كتبتة كان للأطفال
عملت على وظيفتين في حياتى
الوظيفة الأولى: جعل الأطفال تقرأ
والثانية: ان تقرأ الأطفال كل ما اكتبة.
أصبحت فترة اللوح التذكارية في عام 1910 لأجل ايلجاز تمر في أيام التوقيع بمعظم المناقشات في عام 1980, وكتب قصيدتة الأخيرة في 19 سبتمبر عام 1991.
آخر قصائدة:
المس يدك بيدى
ولو باردة ستسخن
لن تذهب هدرا، ستدفئ.
تعب الكاتب عاطفيا عقب مقتل اوغور موجو في احداث سيفاس ماديماق وفي الفترة الأخيرة خاصة وصف محمد صايدور بالتفصيل، وبعد هذه الأحداث بفترة قصيرة توفى ايلجاز في 7 يوليو عام 1993.

## كاستامونو ورفعت ايلجاز
ارتبط ايلجاز بمدينة كاستامونو الذي ولد وتربى بها والتي اعرب عنها في كل فرصة، واختار ايلجاز لقبا لأسمة في عام 1934 وهو ايلجاز الجبل ليكون أكبر رمز لهذة المدينة وللثورة وخاصة جدة التي ولد فيها واعطى مكانا لأعمال الأنسان والثقافة واخذ موضوع هذه البلدة في الروايات مثل الكتابة الصفراء، نجم كارايال، القبطان حليمة، البحر الأسود، وايضا تنظم الفعاليات في جدة وكاستامونو، تعرف محمد صايدور على رفعت ايلجاز وعملو سويا وهو واحد من أفضل المصادر والجوانب التي لها علاقة بكاستامونو، وكتب العديد من الدراسات على ايلجاز وكتب في مذكراتة كتاب باسم السنوات مع رفعت ايلجاز . وكان رفعت ايلجاز كل عام في أيام 7,8,9 من يوليو يذهب إلى منطقة جدة وكان يعمل المهرجان الفنى الثقافى والكتابة الصفراء، ويذكر بمرافقة الفنانين كل عام إلى الحفلات الموسيقية والمناقشات.

## اعمالة

### كتب الشعر
- الصحبة (1943): طبعت النسخة الثانية منة عام (1946)
- الصف (1944): تعرض للمسائلة القانونية، وسجن 6 أشهر
- بينما نعيش (1947): تمت مصادرتة
- دوام (1953): تمت مصادرتة
- كان الصباح في اوسكودار (1954)
- منبهر (1962): وكان الشعر الجديد فية قليل جدا
- كاراكيلتشيك (1969).
- ليس بعيد (1971)
- هل نام تمرادى (1974)
- في اوتار آذاننا (1983)
- الاجوز في يناير (1987)
- حديقة الطفل (1995):شعر من اجل الأطفال
- كل القصائد (1983):9 مجلدات
- كل القصائد: 1927-1991 (2004)

### الروايات
- صف المشاغبين (1957): كانت من قبل سلسلة من القصص ونشرت في مجلة ممتلئ، وفيما بعد جمعت كرواية وكانت مصدر الهام لفيلم، بالأضافة إلى انها مثلت أيضا في المسرح.
- بيجامات (رداءات نومنا)(1959): نشرت باسم رداء نومنا اولا ثم بعد ذلك خرجت باسم بيجامات في عام 1973.
- البحر الأسود (1969)
- القبطان حليمة (1972)
- القيم الملكية (1947)
- الليالى المظلمة (1974): تم إخراج فيلما من قبل يوسف كورتشانلى، ولعب دور البطولة طارق اقان. المقال الرئيسى: الليالى المظلمة (فيلم)
- الكتابة الصفراء (1976)
- نجم كارايال (1981)
- عمارة الأطفال (1984)
- نصر الدين هوجا وتلامذتة (1984)
- من اجل أعمال صف المشاغبين (1987)

### الكتب الرئيسية
- صاعدا (1982)
- قبل اربعين عاما وبعد اربعين عاما (1986)
- المجموعة الرابعة (1992): ترجمت إلى الإنجليزية من قبل داميان كروفت ونشرت من قبل ميلاد بوبليشينج.

### كتاب مقالات
- اين بقينا
- كارت كورت

### كتب القصص القصيرة
- مفتاح الرادار (1957)
- دون كيشوت في إسطنبول (1957)
- يجب قصهم (1962)
- اين هذه الشفرات القديمة (1962)
- ذيل العقعق (1962)
- قطة الريس شوكت (1965)
- ديك الفقير (1969)
- مزارع الذهب (1972)
- ادعاء باطل (1972): وقد نشرت سابقا باسم دون كيشوت في إسطنبول
- تبا لك (1972)
- تشاتال ماتال (1972)
- كان هذا الرجل (1972)
- مدمن مخدرات (1972)
- خذ حصانك (1972)
- صف المشاغبين يستيقظ (1972)
- سيادة صف المشاغبين (1972)
- رسب صف المشاغبين (1972)
- رشوة اللغة الألمانية (1982)
- حزب المرأة الإجتماعى (1983)
- مزارعك عثمان المجتهد (1983)
- علبة السكر (1990)

### ادب الأطفال
- سائق الشاحنة مبتور الساق
- مبتور الساق في المدرسة
- مبتور الساق في القرية
- مبتور الساق ومهرب السجائر
- الكتكوت اليتيم
- محيط جاكماجا الصغير
- يلماز غطاس الإنقاذ
- خرسانة من رمال
- حديقة الأطفال (شعر)

### كتب باللغة الألمانية
- بحرى والبطيخة العملاقة. برلين 2006 ISBN 978-3-922825-68-5 [التركية]
- بحرى في نقطة الشرطة. برلين 2007 ISBN 978-3-922825-70-8 [التركية]
- بحرى في المدرسة. برلين 2008 ISBN 978-3-922825-72-2 [التركية]

### ادوار المسرح
- صف المشاغبين مُثل في المسرح من قِبل اولفى اوراز عام 1965
- صف المشاغبين يستيقظ: أُخرج كفيلم

المقال الرئيسى: صف المشاغبين يستيقظ (فيلم)
- سيادة صف المشاغبين
- رسوب صف المشاغبين: أُخرج كفيلم
- الأطفال الأتراك: مُثل من قِبل الطلاب في مهرجان تشاتال زيتين
- تشاتال ماتال (1972): وبعد ذلك كتب من جديد باسم لعبة الحمار الطويل, لعبة الحمار الطويل مُثلت في جدة من قِبل مسرح البحر الأسود في منطقة اوردو عام 1972
- عباس يمشى في طريقة: مُثلت من قِبل ممثلين مسرح رفعت ايلجاز النسر في عام 1993

## جوائزة
- جائزة رواية مادارالى ل نجم كارايال 1982
- جائزة رواية اورخان كمال ل نجم كارايال 1982
- جائزة شعر عمر فاروق توبراك ل الأوجوز في يناير 1987
- جائزة شرف جمعية الأدباء 1993

## رفعت ايلجاز في تركيا
- كل عام في ذكرى يوم وفاتة 7 يولية يتم تنظيم مهرجان باسم الكتابة الصفراء في جدة بكاستامونو.
- يتم تسليم جائزة باسم جائزة الشعر .
- احتُفل بيوم ميلادة الخامس والخمسون في الفن والسبعون في مسرح المنوعات باسطنبول في 6 ديسمبر عام 1982.
- اعطيت جائزة رفعت ايلجاز للأدب بجدة من قِبل منشورات تشينار ومجلة بوسطة جدة عام 1984, وقد فاز بها سيفال اساسلى بقصيدة اللون الثامن.
- في عام 1986 اعطيت نفس الجائزة لمزفر ابابهان عن قصة كوميدية.
- اُحتفل بعيد ميلادة الخامس والسبعون في سينما حربية كوناك في 28 ابريل عام 1986.
- نظمت نقابة الكتاب الأتراك ليله بصحبة اساتذة قد شاركوا مع ايلجاز في مسرح غزلان إسطنبول في 12 مارس عام 1990.
- رواية الليالى المظلمة أُخرجت فيلما من قِبل يوسف كورتشانلى وقد قام بأداء دور البطولة طارق اقان الذي مثل دور مصطفى اورال، وقد حصل هذا الفيلم على عدة جوائز.
- سُمى الشارع الذي كان يسكن فية سابقا بإسمة في كاستامونو في 2 مايو عام 1991, وعلاوة على ذلك قد سُميت مكتبة في اينجيرلى باكركوى بإسمة وسمى شارع كبير بإسمة في اتاكوى بإسطنبول الذي كان يسكن فية لفترة، سمى شارع باسم رفعت ايلجاز في جدة واقامت البلدية حديقة باسم حديقة صف المشاغبين.
- نظمت فعاليات في ذكرى مولدة الثمانين في كاستامونو، انقرة، ازمير وإسطنبول من قِبل جمعية كتاب PEN ونقابة الكتاب الأتراك في مابين تاريخ 11-19 ديسمبر 1991.
- نظمت جامعة أنقرة في 10-12 مايو عام 2006 ندوة رفعت ايلجاز في الكلية المهنية بكاستامونو.
- في 6 يوليو 2007 فُتح البيت الذي ولد فية رفعت ايلجاز بيتا للثقافة والفن في مهرجان الكتابة الصفراء للثقافة والفن في جدة.
- افتتح رفعت ايلجاز الكلية المهنية بجامعه كاستامونو في جدة (21اكتوبر 2008).

## رفعت ايلجاز في العالم
- منذ زمن قريب بُدئ بنشر وترجمة سلسلة مبتور الساق في ألمانيا.
- ترجم كتاب الشركة الرابعة إلى اللغة الإنجليزية من قِبل داميان كروفت، وقد نُشر بعنوان الشركة الرابعة من قِبل الناشر ميلاد.ISBN 978-1-84059-298-6 [التركية]
- تم نشر اشعاره مترجمة في العديد من المجلات الأكاديمية.
- بعض اقسام اعمالة اخذت مكانا في ابحاث وفي مختارات الأدب التركى خارج تركيا إلى الآن.